# Küstriner Vorland
Küstriner Vorland är en kommun (tyska: Gemeinde) i Tyskland, på gränsen mot Polen vid floden Oder, i Landkreis Märkisch-Oderland, förbundslandet Brandenburg.  Kommunen bildades 1997 genom sammanslutning av de ditintills självständiga kommunerna Küstrin-Kietz, Gorgast och Manschnow.  Kommunen administreras som en del av kommunalförbundet Amt Golzow.

## Geografi
Kommunen är en del av den låglänta regionen Oderbruch, floddalen omkring Oder.  Kommundelen Küstrin-Kietz utgör de tidigare västra förstäderna till den historiska staden Küstrin, dagens Kostrzyn nad Odrą, som efter krigsslutet 1945 återstod i Tyskland när områdena öster om Oder, inklusive Küstrins stadskärna, tillfallit Polen.

Gorgasts vapen
Küstrin-Kietz vapen
Manschnows vapen